# Sanofi
La firma Sanofi es la sucesora directa de los anteriores conglomerados Aventis-pharma y Sanofi-Synthélabo, surgida en el año 2004 mediante su fusión por la compra de la segunda por la primera (OPA hostil). A su vez, Sanofi-Synthelabó es la sucesora legal de las firmas Hoechst, de Alemania, y Rhône-Poulenc Rorer y Sanofi, de Francia.

## Historia
Sanofi-Aventis es un grupo farmacéutico europeo nacido en 2004 de la fusión de la francesa Sanofi-Synthélabo y la francoalemana Aventis (que fue, a su vez, el resultado de la fusión de la empresa alemana Hoechst y la francesa Rhône Poulenc). Sanofi-Aventis es una de las compañías farmacéuticas líderes en el mundo, la primera en Europa y la tercera a nivel mundial. Está presente en más de 100 países de los cinco continentes, y tiene más de 80 plantas industriales y cerca de 100 000 empleados en todo el mundo.

## Investigación
Basada en una amplia red de centros para la investigación a nivel internacional, la actividad de Sanofi-Aventis se concentra en siete importantes áreas terapéuticas:
1. cardiovascular
2. trombosis
3. oncología
4. enfermedades metabólicas
5. sistema nervioso central
6. medicina interna
7. vacunas (aunque dejaron de fabricar antídotos contra el veneno de  serpientes en 2012)

## Situación a nivel global
Sanofi-Aventis cuenta con más de veinte centros de investigación en tres continentes. El presupuesto anual para I+D abarca algo más de 4000 millones de euros, siendo uno de los tres más importantes de la industria farmacéutica a nivel mundial.[cita requerida]
Los beneficios de la empresa, como los de toda la industria farmacéutica, proceden principalmente de los fondos públicos dedicados a la sanidad y la seguridad social. En 2017, Sanofi se benefició así de 561 millones en reembolsos del seguro médico francés.
En 2018, el grupo pagó casi 5000 millones de euros a sus accionistas en forma de dividendos y recompra de acciones, es decir, el 114 % de sus beneficios.

### Presencia en Argentina
En Argentina se encuentra entre las diez más importantes empresas del sector farmacéutico. A nivel local, comercializa medicamentos de venta bajo receta, venta libre y vacunas. Además, desarrolla actividades de responsabilidad social y compromiso con el cuidado del medio ambiente.

### Presencia en México
Sanofi está presente en México desde hace 91 años comercializando productos para salud humana para enfermedades cardiovasculares, diabetes, enfermedades huérfanas, medicamentos genéricos a través de su línea Medley, medicamentos para las áreas pediátricos, oncológicos y vacunas para la prevención de enfermedades como influenza. Actualmente suma a su portafolio una gama de productos para el cuidado de la salud animal.

### Presencia en Colombia
La firma Sanofi hace presencia en el mercado centro y suramericano de forma directa desde su base de producción, adquirida a la local Genfar, por un valor superior a los US$ 250 millones, en el Valle del Cauca, Cauca y Bogotá; donde tiene distribuidas sus plantas en Colombia.
La firma produce para los citados mercados productos de farma humana y farma animal, incluidas vacunas (Sanofi-Pasteur) y medicinas genéricas de uso humano (Genfar).

## Comercio en bolsas de valores
Sanofi-Aventis cotiza en las bolsas de París (Euronext: SAN) y Nueva York (NYSE: SNY) y en el CAC 40.

## Línea de productos
Estos son algunos de los medicamentos de Sanofi-Aventis:
- Lantus® (insulina glargina).
- Toujeo® (insulina glargina).
- Plavix® (clopidogrel).
- Clexane© / Lovenox© (enoxaparina).
- Amaryl© / Allegra© (neomelubrina).
- Aprovel© / Avapro© (irbesartán).
- Hiperlipen® (ciprofibrato).
- Multaq® (dronedarona, aprobado por la FDA en julio de 2009; recomendada su autorización por parte de la EMEA en septiembre de 2009).

## Vacuna para el COVID-19
Sanofi junto con GSK firmaron un acuerdo con la Operación Warp Speed del gobierno de Estados Unidos Para proporcionar 300 millones de dosis de la vacuna COVID-19 para Europa y 100 millones para los Estados Unidos.
A partir de agosto de 2020, el desarrollo de la vacuna COVID-19 en Sanofi subraya su debilidad fundamental de competitividad, que la administración ha estado luchando y no ha podido abordar durante los últimos años más allá de reducir más costos. Desafortunadamente, aunque el enfoque de Sanofi-GSK se basa en una plataforma y tecnología aprobadas y preexistentes (como con la gripe Flublok) sin reinventar la rueda de la infraestructura necesaria, la empresa va por detrás de muchos otros rivales en la entrega de una vacuna que funcione. Sanofi planea comenzar las pruebas clínicas de Fase 1 solo en septiembre y espera la aprobación de uso de emergencia en el primer semestre de 2021. Competidores como Novavax ya completaron la Fase 1 con resultados prometedores  y Moderna-NIH ya inició su ensayo de Fase 3. Según los informes de CNBC, como parte del acuerdo del gobierno de Estados Unidos por 2100 millones, más de 750 millones se destinan a apoyar a Sanofi-GSK en el desarrollo de vacunas y ensayos clínicos. Sanofi resulta "acelerar" el desarrollo a través de la empresa de biotecnología más pequeña Translate Bio, con una asociación de 425 millones.